# Mataas na Kahoy, Batangas
Mataas na Kahoy là một đô thị cấp bốn ở tỉnh Batangas, Philippines.

## Barangays
Mataas na Kahoy, về mặt hành chính, được chia thành 16 khu phố (barangay).
| - Barangay I (Pob.) - Barangay II (Pob.) - Barangay II-A (Pob.) - Barangay III (Pob.) - Barangay IV (Pob.) - Bayorbor - Bubuyan - Calingatan | - Kinalaglagan - Loob - Lumang Lipa - Manggahan - Nangkaan - San Sebastian - Santol - Upa |